# 소단위 백신
소단위 백신(subunit vaccine) 또는 서브유닛 백신은 항원성이거나 방어를 위한 면역 반응을 유도하는 데 필요한 병원체의 정제된 부분을 포함하는 백신이다. '소단위' 백신은 약독화 백신이나 비활성화 백신과 달리 병원체 전체를 포함하지 않고, 단백질, 다당류, 펩타이드와 같은 항원 부분만 포함한다. 병원체의 '살아있는' 성분을 포함하지 않기 때문에 질병을 일으킬 위험이 없으며 전체 병원체를 포함하는 백신보다 더 안전하고 안정적이다. 다른 장점은 기술이 잘 발전해 있으며, 면역이 손상된 사람들에게 적합하다는 것이다. 단점으로는 RNA 백신과 같은 일부 다른 백신 종류에 비해 제조가 비교적 복잡하고, 면역증강제나 추가 접종이 필요할 수 있으며, 어떤 항원 조합이 가장 효과가 있을지 조사하는 데 시간이 필요하다는 점 등이 있다.

## 기전
소단위 백신은 강력하고 효과적인 면역 반응을 유도하기 위해 단백질 또는 다당류와 같은 병원체의 일부를 신중히 선택하여 포함시킨다. 이 경우 면역계가 제한된 방식으로만 병원체와 상호 작용하기 때문에 부작용의 위험이 최소화된다. 효과적인 백신은 항원에 대한 면역 반응을 이끌어내고, 병원체를 빠르게 인식하고 이후 같은 항원에 감염되었을 때 신속하게 대응할 수 있는 기억을 형성한다.
단점은 소단위 백신에 사용되는 특정 항원은 다수 병원체에 공통적으로 존재하는 병원체연관분자패턴(PAMP)이 부족할 수 있다는 것이다. PAMP 같은 특정 분자 구조는 선천면역의 면역 세포가 위험을 인식하기 위해 사용할 수 있으므로 PAMP가 없으면 면역 반응이 약해질 수 있다. 또 다른 단점은 항원이 세포를 감염시키지는 않으므로 소단위 백신에 대한 면역 반응이 세포 매개 면역이 아니라 항체가 매개하는 체액 면역일 수 있고, 결과적으로 다른 유형의 백신에 의해 유발되는 면역 반응보다 약해질 수 있다. 면역 반응을 증가시키기 위해 면역증강제를 소단위 백신과 함께 사용하거나 추가 접종을 해야 할 수 있다.

## 유형
| 유형          | 설명                                                                                                   | 예                                                                           |
| ------------- | --- | ---------------------------------------------------------------------------- |
| 단백질 소단위 | 병원체(바이러스나 세균)에서 분리된 단백질 소단위체를 포함한다.                                         | B형 간염 백신, 무세포 백일해 백신                                            |
| 다당류 소단위 | 일부 세균의 세포벽과 같은 병원체의 협막에서 발견되는 다당류(당 분자)의 사슬을 포함한다.                | 폐렴구균 다당백신, 수막구균 백신 Neisseria meningitidis group A, C, W-135, Y |
| 접합백신      | 면역 반응을 높이기 위해 디프테리아 및 파상풍 변성독소와 같은 운반체 단백질을 다당류 사슬에 결합시킨다. | 폐렴구균 접합백신, B형 헤모필루스 인플루엔자 백신, 수막구균 접합백신         |

### 단백질 소단위
단백질 소단위는 다른 단백질 분자와 합쳐져(assemble, coassemble) 단백질 복합체를 형성하는 단일 단백질 분자이다.
단백질 기반 소단위를 생산하는 한 가지 방법은 바이러스에서 특정 단백질을 분리하고 이를 단독으로 투여하는 것이다. 이 기술의 약점은 분리된 단백질이 변성될 수 있다는 것이다.  단백질 소단위 백신을 만드는 다른 방법에는 B형 간염 백신처럼 표적 바이러스나 세균의 항원 유전자를 다른 바이러스(바이러스 벡터), 효모(효모 벡터)에 넣는 방법, 또는 약독화 세균(세균 벡터)을 사용하여 재조합 바이러스 또는 박테리아를 재조합 백신(이 경우 특별히 재조합 소단위 백신이라고 부름)의 중요한 구성 요소로 사용한다. 유전자 변형된 재조합 벡터는 항원을 발현한다. 발현된 항원(단백질의 하나 이상의 소단위)은 벡터에서 추출된다. 성공적으로 만들어진 소단위 백신과 마찬가지로 재조합 벡터에서 생산한 항원은 환자에게 거의 또는 전혀 위험하지 않을 것이다. 현재 B형 간염에 사용되는 백신의 유형이 이 유형이다. 실험적으로 인기가 많으며 에볼라 바이러스 및 HIV와 같은 백신 접종이 어려운 바이러스에 대한 새로운 백신 개발에 사용되고 있다.

### 다당류 소단위
살모넬라 엔테리카(Salmonella Enterica)의 장티푸스 혈청형이 원인인 장티푸스에 대한 Vi 다당류 백신(Vi capsular polysaccharide vaccine, ViCPS)이 다당류 소단위 백신의 예시이다. 단백질 대신 사용된 Vi 항원은 지질에 연결된 긴 당 사슬로 구성된 세균 협막의 다당류이다. ViCPS와 같은 다당류 백신은 어린이의 면역 반응을 잘 유도하지 못하는 경향이 있다. 다당류에 병원성을 제거하고 항원성을 남긴 병원체 항원인 변성독소(톡소이드) 등을 결합시켜 접합백신을 만들면 효능이 증가한다.

### 접합백신
접합백신은 약한 항원과 강한 항원을 매개체로 결합시켜 면역계가 약한 항원에 더 강하게 반응하도록 하는 백신의 일종이다.

### 펩타이드 소단위
펩타이드 백신은 전체 단백질 대신 펩타이드를 사용한다.

### 바이러스 유사입자
바이러스 유사입자(virus-like particle, VLP) 백신은 실제 바이러스 입자를 모방한 단백질인 VLP를 사용한다. 이 백신은 일반적으로 바이러스의 자연적인 모양을 본따 조립된 단백질로 구성된다. VLP는 복제에 사용할 유전 물질이 없기 때문에 전염성이 없다.

## 장점과 단점

### 장점
- 질병을 유발할 수 없다. 즉 병원체가 원래 가지는 고유의 독력(virulence)이 되돌아 오지 않는다.[10][11]
- 면역 저하 상태의 환자에게도 안전하다.[12]
- 주변 환경의 변화를 견딜 수 있다.(예: 온도, 빛 노출, 습도)[10]

### 단점
- 약독화 백신에 비해 면역원성이 감소한다. 즉 면역 유도가 덜 될 수 있다.[11][12]
  - 면역원성을 높이기 위해 추가적인 면역증강제가 필요할 수 있다.[10][11]
  - 장기적인 면역을 얻기 위해 종종 추가 접종(부스터샷)가 필요하다.[10][11]
- 필요한 면역 반응을 일으키는 특정 항원을 분리하기 어려울 수 있다.[12]